# Slåttesselet
Slåttesselet är en sjö i Strömsunds kommun i Ångermanland och ingår i Ångermanälvens huvudavrinningsområde. Sjön har en area på 0,647 kvadratkilometer och ligger 344,1 meter över havet. Sjön avvattnas av vattendraget Sjoutälven.

## Delavrinningsområde
Slåttesselet ingår i det delavrinningsområde (715084-148207) som SMHI kallar för Utloppet av Slåttesselet. Medelhöjden är 394 meter över havet och ytan är 6,65 kvadratkilometer. Räknas de 166 avrinningsområdena uppströms in blir den ackumulerade arean 808,71 kvadratkilometer. Sjoutälven som avvattnar avrinningsområdet har biflödesordning 3, vilket innebär att vattnet flödar genom totalt 3 vattendrag innan det når havet efter 243 kilometer. Avrinningsområdet består mestadels av skog (70 procent) och sankmarker (20 procent). Avrinningsområdet har 0,68 kvadratkilometer vattenytor vilket ger det en sjöprocent på 10,2 procent.